# Gymnura hirundo
Gymnura hirundo is een vissensoort uit de familie van de vlinderroggen (Gymnuridae). De wetenschappelijke naam van de soort is voor het eerst geldig gepubliceerd in 1843 door Lowe.